# Zeja (řeka)
Zeja (rusky Зея) je řeka v Amurské oblasti v Rusku. Je 1242 km dlouhá. Povodí má rozlohu 233 000 km².

## Průběh toku
Pramení v horském hřbetě Tokinskij Stanovik, který je součástí Stanového hřbetu. Od pramene až k ústí řeky Kupuri má horský charakter. Teče v úzké a hluboké dolině. Níže pak v délce 300 km protéká přes Hornozejskou rovinu v širokém údolí. Protéká skrze hřbety Tukuringra a Soktachan a vytváří přitom skalnatou soutěsku Zejská vrata. Níže na Amursko-zejské planině se údolí místy rozšiřuje na 10 až 20 km. Pod ústím řeky Selemdža pokračuje tok přes Zejsko-burejskou nížinu v široké dolině s vypracovanými terasami. Říční údolí je zde silně bažinaté. V povodí řeky se rozkládají dlouhodobě zmrzlé půdy (permafrostu). Zeja je levostranný přítok Amuru.

### Přítoky
- zprava – Tok, Mulmuga, Brjanta, Giljuj, Urkan
- zleva – Kupuri, Argi, Dep, Selemdža, Tom

## Vodní stav
Zdroj vody je převážně dešťový (69 %). Na vodu z tajícího sněhu a ledu připadá 26 % a na podzemní vodu 5 %. Průměrný průtok vody v ústí činí 1910 m³/s. Letní průtok je znatelně větší než jarní. Deště způsobují bouřlivé povodně. Zamrzá v první dekádě listopadu a rozmrzá v první dekádě května.

## Využití
V souvislosti s bojem proti povodním bylo vyprojektováno několik přehradních nádrží. U Zejských vrat byla vybudována Zejská vodní elektrárna. Za její hrází vznikla Zejská přehradní nádrž, která umožnila zlepšení podmínek pro vodní dopravu a zemědělství. Vodní doprava je možná do města Zeja a za vysoké vody až do přístavu Bomnak. Na řece leží města Zeja, Svobodnyj a na soutoku s Amurem Blagoveščensk.